# 世界五大文明
世界五大文明，是指除四大文明外加上北朝鮮方面主張的大同江文明的構成的體系。
1993年10月，朝鲜发布檀君陵发掘报告书，此后连续开展古朝鲜相关学术研究。1998年，朝鲜基于古朝鲜历史提出“大同江文化论”。
1998年3月，朝鲜民主主义人民共和國歷史學會把平壤附近的大同江作為古代人類文化發源地與四大文明並肩，定為第五大文明。
2006年1月17日，北朝鮮政府機關報民主朝鮮刊載了把大同江文化定為第五大文明的報導。

## 拓展阅读
- 朝鲜发现1.3亿年前中生代鸟类化石 （页面存档备份，存于），韩联社
- 中国将韩国的古朝鲜史歪曲成中国史，朝鲜日报